# Фріман Абрам Якович
Абрам Якович Фріман (нар. 29 липня 1923, Маячка — пом. 23 січня 1975, Запоріжжя) — український радянський журналіст, прозаїк, кандидат  філологічних  наук з 1970 року.

## Біографія
Народився 29 липня 1923 року в селі Маячці Новотроїцького району Херсонської області УРСР. Брав участь у Другій світовій війні. Нагороджений орденом Червоної Зірки (25 січня 1945). З 1945 року працював завідувачем відділу в газеті «Большевик Запорожья», (перейменовану на «Запорожская правда», згодом — «Индустриальное Запорожье»). У 1948—1950 роках був спеціальним кореспондентом на Дніпробуді. 1961 року закінчив Московський державний університет імені М. В. Ломоносова.
Помер 23 січня 1975 року в Запоріжжі.
Лауреат Державної премії УРСР імені Т. Г. Шевченка (за 1977 рік; разом з А. Клюненком, В. Рєпіним, І. Щербаком, О. Шерстюком за книгу нарисів «Днепровские огни»), посмертно.

## Публікації
- «Давайте ж домовимося!» (альманах «Наш современник», 1959, № 1);
- «Публіцистика і статистика» («Советская печать», 1962, № 12);
- «Думки і аргументи» («Советская печать», 1965, № 6);
- «Мова цифр» («Советская печать», 1966, № 6);
- «Пізнавальність — популярність — емоційність» (Вестник Московского университета. «Журналистика», 1969, № 3);
- «Косинус фі ясності не вніс» («Журналист», 1970, № 2);
- «Легенда срібної підкови» («Телевидение и радиовещание», 1970, № 11);
- «Щедрість» (збірка замальовок «Сучасні запорожці», Дніпропетровськ, 1972);
- «За димовою завісою національної єдності» (збірка «Враг твой и мой», Дніпропетровськ, 1973);
- «Ясність і доступність викладу» («Под знаменем ленинизма», 1973, № 3);
- «На глибині рядка» («Учительская газета», 1973, 1 лютого);
- «Популярно — значить просто, конкретно» (збірка «О некоторых проблемах лекторского мастерства». Москва, 1973);
- «Днепровские огни» (Київ, 1976).